# Eric Bailly
Eric Bertrand Bailly (* 12. dubna 1994 Bingerville) je profesionální fotbalista z Pobřeží slonoviny, který hraje na pozici středního obránce za turecký klub Beşiktaş JK a za národní tým Pobřeží slonoviny.

## Klubová kariéra
S profesionálním fotbalem začal ve španělském klubu RCD Espanyol. Koncem ledna 2015 přestoupil za cca 5,7 milionu eur do Villarrealu.
8. června 2016 přestoupil do anglického Manchesteru United, se kterým podepsal čtyřletou smlouvu.

## Reprezentační kariéra
V A-mužstvu Pobřeží slonoviny debutoval na začátku roku 2015.
Představil se na Africkém poháru národů 2015 v Rovníkové Guineji, kde se s týmem probojoval do finále proti Ghaně a získal zlatou medaili. Finálové utkání se po výsledku 0:0 rozhodovalo v penaltovém rozstřelu a skončilo poměrem 9:8. Bailly svůj pokus proměnil.